# Wiktoryn (uzurpator)
Wiktoryn (Wiktorynus), Marcus Piavonius Victorinus lub Marcus Piavvonius Victorinus (zm. pocz. 270 lub wiosną 271) – uzurpator w zachodniej części rzymskiego cesarstwa, następca Postumusa.
Mógł pochodzić z Trewiru, być może z galijskiej arystokracji municypalnej; jego matką była niejaka Wiktoria (Witruwia). Uważany za zdolnego dowódcę i najprawdopodobniej jako prefekt pretorianów galijskiego uzurpatora Postumusa miał decydujący wkład w odparcie napaści Galiena, który pod koniec 264 lub na początku 265 próbował odzyskać zachodnie prowincje cesarstwa. Został ustanowiony współwładcą w ramach tzw. cesarstwa galijskiego, gdy w 269 Postumus zmuszony był podjąć walkę ze zbuntowanym namiestnikiem w Germanii – Lelianem. Po śmierci Leliana pojawił się w Kolonii jego następca Mariusz, którego rebelię musiał stłumić Wiktoryn. W Kolonii został też obwołany augustem przez wojska stacjonujące w Germanii Dolnej.
W trakcie swych rządów zmagał się z naporem plemion germańskich, być może odzyskując nawet pewne tereny nadreńskie. W swej politycznej propagandzie przedstawiał się jako obrońca całego imperium (Defensor Orbis) i odnowiciel prowincji galijskich (Restitutor Galliarum). Źródła epigraficzne z dedykacjami dla Wiktoryna potwierdzają jego władzę nad Galią i Brytanią. Odpadła natomiast Hiszpania, która przeszła pod władzę prawowitych cesarzy (Klaudiusza II i Aureliana). Przeciwko Wiktorynowi zbuntowało się Augustodunum), które zwróciło się o pomoc do Klaudiusza. Jednak cesarska pomoc z Italii nie dotarła, a rebelia została krwawo stłumiona przez uzurpatora. Po siedmiu miesiącach oblężenia miasto padło i wskutek splądrowania nie odzyskało swej świetności. Wiktoryn po tym sukcesie odbył triumf w Trewirze, który uczynił swą rezydencją i gdzie prawdopodobnie przeniósł też cesarską mennicę.
Uzurpator padł ofiarą osobistej zemsty, zamordowany na początku 270 lub wiosną 271 w Kolonii przez swego podwładnego Attycjana, któremu miał uwieść żonę (por. Aureliusz Wiktor, Księga o cezarach 33,12). Jego następcą został namiestnik Akwitanii Tetrykus, który przeprowadził jego konsekrację; tym samym Wiktoryn został jedynym ubóstwionym władcą Imperium Galliarum obdarzonym tytułem Divus.
Według Historia Augusta (Trzydziestu pretendentów 7) miał syna o tym samym imieniu, którego tuż przed swą śmiercią ogłosił cezarem (również zgładzonego wraz z ojcem).